# Teofilo II di Alessandria (calcedoniano)
Papa Teofilo II (X secolo – 1020), è stato papa e patriarca greco-ortodosso di Alessandria e di tutta l'Africa tra il 1010 e il 1020.
Durante il suo patriarcato, la persecuzione dei cristiani da parte del califfo al-Hakim si inasprì e molti furono costretti a convertirsi o emigrare. Teofilo stesso dovette ripararsi a Costantinopoli, impossibilitato a rimanere in Egitto. Nel 1019 fu scelto dall'imperatore Basilio II (r. 975-1025) per risolvere una disputa con il patriarca ecumenico di Costantinopoli Sergio II, circa la legge della "solidarietà", e li portò alla conciliazione. Di lì in avanti al patriarca di Alessandria fu dato il titolo di "Giudice dell'Universo", con l'ulteriore privilegio di indossare una seconda stola.
In cronotassi datate è stato confuso con il successore Giorgio.